# 竹中敏浩
竹中 敏浩（たけなか としひろ、1956年 - ）は、日本の教育者。元兵庫県立神戸高等学校教頭、兵庫県立三木東高等学校第14代校長、兵庫県立北摂三田高等学校第12代校長。

## 来歴
兵庫県立神戸高等学校（27回生）を経て、信州大学理学部地質学科を卒業した。高校時代は、ラグビー部に所属。
兵庫県高等学校の教員として、高等学校理科の地学分野で採用される。「以降、40年に渡って、兵庫県では高等学校理科の地学分野での採用がな」かったという。このほか、兵庫県立神戸甲北高等学校在職時の1998年、兵庫県理化学会兵庫県高等学校教育研究会理科部会の会誌に「理科教育の国際比較」という文章を掲載している。同校ではテニス部の監督も務めていた。

兵庫県立神戸高等学校教頭、兵庫県立三木東高等学校第14代校長、
兵庫県立北摂三田高等学校第12代校長を経て、兵庫県立人と自然の博物館勤務。
2017年、姉妹都市委員として、三田市の国際交流協会によるアメリカ合衆国キティタス郡訪問に関わる。
2018年、三田市の国際交流協会が姉妹都市オーストラリアブルーマウンテンズ市を訪れる訪問団の事務局長を務めた。